# Хаммель, Джордж
Джордж Ха́ммель (англ. George Hummel; 9 февраля 1976, Мариенталь, Юго-Западная Африка) — намибийский футболист, защитник. Выступал за сборную Намибии.

## Биография
Имеет немецкое происхождение. Почти всю карьеру играл в ЮАР. В 2004 году играл в Первом дивизионе России в составе «Луча-Энергии». 26 августа 2010 года объявил о своём уходе из сборной Намибии.
Тренировал команду «Блю Бойз» из Свакопмунда, с которыми прошли в Премьер-лигу Намибии 2013/14 г.

## Достижения
- Обладатель Кубка КОСАФА (2): 1997, 1999
- Чемпион Намибии: 2003
- Обладатель Кубка Намибии (3): 1998, 1999, 2000
- Обладатель Кубка ЮАР: 2004
- Победитель Первого дивизиона ЮАР: 2008/09